# Комплекс „България“
Комплекс „България“ е многофункционална сграда в София, включваща хотел (с ресторант и сладкарница) и концертна зала.
Намира се на булевард „Цар Освободител“ №4, от южната страна на булеварда в участъка между площад „Александър Батенберг“ и улица „Георги Бенковски“.

## Сграда
Сградата е построена като част от инвестиционния портфейл на Чиновническото застрахователно дружество. Тя заема пространството между централната администрация на дружеството и стария Хотел „България“ на ъгъла с улица „Дякон Игнатий“, като в дълбочина достига до улица „Аксаков“. През 1932 е проведен конкурс за архитектурен проект, който е спечелен от архитектите Станчо Белковски и Иван Данчов. Строежът започва през 1935 и завършва на 9 октомври 1937 г., като откриването на комплекса е отбелязано с концерт на Академичния симфоничен оркестър в новата концертна зала.
Сградата на архитектурния комплекс България е смятана за пример за модернизма в българската архитектура в междувоенния период. Проектът е изключително сложен поради съчетаването на няколко различни функции, сложната форма на парцела и необходимостта от вписване между 2-те съществуващи сгради на булевард „Цар Освободител“. Предната фасада е несиметрична, като входът към хотела е изнесен вдясно, а първите 2 етажни нива са обединени от голямата витрина на сладкарницата. Етажните височини на горните етажи следват тези на съседната сграда на Чиновническото застрахователно дружество. Сградата включва и някои сложни от техническа гледна точка елементи – отваряем прозрачен покрив на ресторанта, падащи витрини на сладкарницата и други.
През 1978 комплексът е обявен за архитектурен паметник на културата от национално значение.

## Зала „България“
Първоначално залата има 1470 седящи места, разположени в партерна част, 2 балкона и ложи. По време на Втората световна война при британско-американска бомбардировка на 24 май 1944 г. залата е разрушена заедно с органа и двата рояла.
Понастоящем разполага с 3 зали – Голяма зала , Камерна зала и Мраморна зала - "Студио музика". Към 2024 г.  е дом на Софийската филхармония и Националният филхармоничен хор .

### Орган
През 1937 г. в Зала България е монтиран и орган на франкфуртската фирма „Sauer“, разполагал с 4 мануала, 72 регистъра и 6000 тръби. Органът е бил с романтично звучене и електропневматична трактура. Това е най-големият орган, съществувал някога в България, но е разрушен при бомбардировката на 24 май 1944 г.
През 1974 г. е монтиран новият орган на фирмата „Schuke“, Потсдам, разполагащ с 3 мануала, 55 регистъра, механична трактура и 8 Setzer комбинации – най-големият съществуващ днес в България. Спецификата на регистрите и механичната му трактура позволяват достигане до автентичното звучене при изпълнение както на барокова, така и на по-късна музика. Инструментът разполага с швелери за регистрите на мануал (швелверк) и с валце, позволяващо на органиста сам с крак да включва постепенно регистрите (крешендо и декрешендо).
| Диспозиция | | | |
| I мануал (Хауптверк) | II мануал (Швелверк) | III мануал (Позитив) | Педал |
| - Bordun 16' - Principal 8' - Koppel-flote 8' - Trichter-pfeife 8' - Oktave 4' - Spiltzflote 4' - Quinte 2 1/2' - Oktave 2' - Cornett 4 f. ab g - Gross-Mixtur 6 – 7 f. - Klein-Mixtur 4 f. - Fagott 16' - Trompete 8' Копули: - II / I - III / I | - Hotz-principal 8' - Spitz-gedackt 8' - Viola di Gamba 8' - Principal 4' - Nachthorn 4' - Rohr-nassat 2 2/3' - Oktave 2' - Feldpfeife 2' - Terz 1 3/5' - Spitzquinte 1 1/3' - Septime 1 1/7' - Sifflote 1' - Mixtur 5 f. - Cymbel 3f. - Dulcian 16' - Hautbois 8' - Schalmei 4' - Тремулант Копули: - III / II | - Holz-gedackt 8' - Quinta-dena 8' - Principal 4' - Rohrflote 4' - Dilzflote 4' - Sesqui-altera 2 f. - Gemshorn 2' - Quinte 1 1/3' - Oktave 1' - Scharff 4 f. - Vox humana 8' - Тремулант | - Principal 16' - Subbass 16' - Quinte 10 2/3' - Oktave 8' - Bassflote 8' - Bass Aliquote 4 f. - Oktave 4' - Pommer 4' - Flachflote 2' - Hintersalz 4 – 5 f. - Mixtur 4 f. - Posaune 16' - Trompete 8' - Feld-trompete 4' Копули: - I / П - II / П - III / П |